# Sacin
Sacin – wieś sołecka w Polsce położona w województwie mazowieckim, w powiecie grójeckim, w gminie Nowe Miasto nad Pilicą.
Wieś szlachecka położona była w drugiej połowie XVI wieku w powiecie bielskim ziemi rawskiej województwa rawskiego.
W latach 1954-1956 wieś należała i była siedzibą władz gromady Sacin, po przeniesieniu siedziby gromady i zmianie jej nazwy w gromadzie Rosocha. W latach 1975–1998 miejscowość administracyjnie należała do województwa radomskiego.